# Vučina Šćepanović
Vučina Šćepanović (in serbo Вучина Шћепановић?; Pristina, 17 novembre 1982) è un allenatore di calcio ed ex calciatore serbo, nato nell'odierno Kosovo, di ruolo centrocampista.

## Caratteristiche tecniche
È un'ala destra.

## Carriera
Vanta almeno 8 presenze nelle competizioni calcistiche europee.

## Palmarès

### Club

#### Competizioni nazionali
- Coppa di Serbia e Montenegro: 1

Sartid: 2002-2003